# كارلوس نوغويرا
كارلوس نوغويرا (بالإسبانية: Carlos Noguera) هو عالم نفس وشاعر فنزويلي، ولد في 28 أكتوبر 1943 في تيناكيلو ‏ في فنزويلا، وتوفي في 3 فبراير 2015 في كاراكاس في فنزويلا.